# Pobrzeże Kaszubskie
Pobrzeże Kaszubskie (313.51), (kasz. Kaszëbsczi Ùbrzég) – mezoregion fizycznogeograficzny znajdujący się na obszarze administracyjnym Władysławowa, Pucka, Gdyni, Rumi i Redy oraz powiatów wejherowskiego i puckiego, wszystkie te powiaty leżą w województwie pomorskim. 

## Charakterystyka
Pobrzeże Kaszubskie jest częścią Pobrzeża Gdańskiego. Występują tu kępy: Swarzewska, Pucka, Oksywska i Redłowska, które są poprzedzielane pradolinami. Przez mezoregion przepływa wiele krótkich rzek wpływających do Zatoki Puckiej. Pod względem gospodarczym widać sporą różnicę pomiędzy północą a południem. Południowa część regionu cechuje się wysokim stopniem urbanizacji i industrializacji (między innymi Port w Gdyni). Część północna regionu wykorzystywana jest przede wszystkim turystycznie jednakże znajdują się tu też porty rybackie: port Puck i port Władysławowo.

## Granice
Pobrzeże Kaszubskie jest rejonem o dość wydłużonym kształcie. Granicą wschodnią jest wybrzeże Morza Bałtyckiego oraz na krótkim fragmencie na południu Mierzeja Wiślana. Północnym fragmentem wschodniej granicy jest wcinająca się w morze Mierzeja Helska. Od północy Pobrzeże Kaszubskie graniczy z Morzem Bałtyckim. Zachodnią granicę mezoregionu tworzą (od północy) Wybrzeże Słowińskie, Wysoczyzna Żarnowiecka, Pradolina Łeby i Redy oraz Pojezierze Kaszubskie z którym Pobrzeże Kaszubskie ma najdłuższą granicę (oprócz morza). Granicę od południa zamykają w Gdańsku Żuławy Wiślane. Największymi miastami mezoregionu są Gdańsk, Gdynia, Sopot, Puck, Władysławowo.
Pod względem administracyjnym mezoregion leży na terenie powiatów: miasto Gdańsk, miasto Sopot, miasto Gdynia, wejherowskiego i puckiego.
Wcześniej, np. w systemie Pietkiewicza, do Pobrzeża Kaszubskiego włączano również części Pobrzeża Słowińskiego i Wysoczyzny Żarnowieckiej, a także Mierzeje Helską i Wiślaną, które to w systemie regionalizacji Kondrackiego są osobnymi mezoregionami.

## Geologia

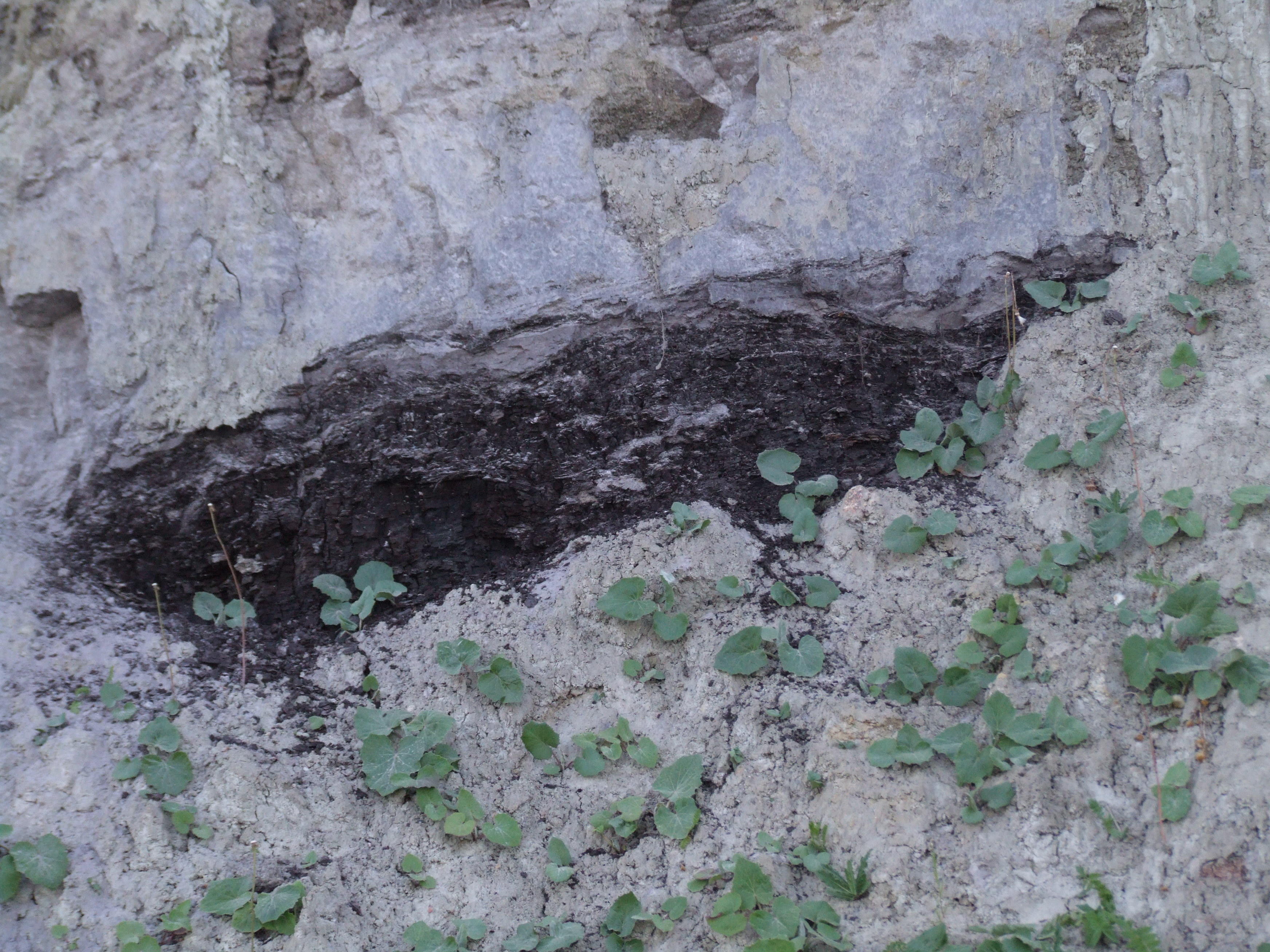
Odsłonięcie pokładu węgla brunatnego (Klif Orłowski)

W przeciwieństwie do południowych (górskich) regionów Polski Pobrzeże nie ma skomplikowanej budowy geologicznej. Na powierzchni znajdują się zalegające głęboko osady piasków, iłów, margli, gliny zwałowej oraz wapieni. Osady te są przewarstwione pokładami gipsów, soli i anhydrytów. Podczas wierceń w okolicy Pucka natrafiono na złoża ropy naftowej oraz gazu ziemnego. W pradolinach można natrafić na torfy oraz kredy, które są eksploatowane. Osady czwartorzędowe, szczególnie piasek i żwir są używane jako materiał budowlany w budownictwie mieszkaniowym oraz drogowym. Gliny i iły te, mimo że nadają się jako surowiec do produkcji ceramicznej, nie są tak intensywnie eksploatowane jak we wschodniej części Pobrzeża Gdańskiego (okolice Elbląga). W niektórych miejscach klify, przecinając warstwy geologiczne, odsłaniają złoża mineralne. W ten sposób powstały wychodnie węgla brunatnego. Na plażach występują w śladowych ilościach minerały ciężkie takie jak: cyrkon, tytanit, magnetyt. Minerały te, mimo że dość cenne, występują w ilościach zbyt śladowych do ich eksploatacji.

## Rzeźba terenu

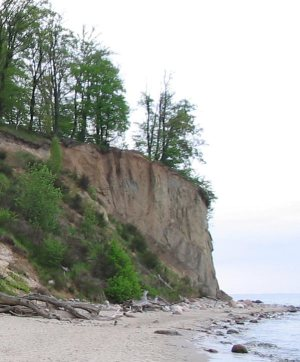
Klif w Orłowie

W mezoregionie występuje wiele typów krajobrazu nadmorskiego jednakże dominują dwa elementy krajobrazu: kępy oraz pradoliny, przez co w porównaniu z sąsiednimi mezoregionami Pobrzeży Południowobałtyckich urzeźbienie jest bardziej zróżnicowane, nawiązując nieco do rzeźby pojeziernej. W odróżnieniu jednak od Wybrzeża Słowińskiego i Żuław, brak tu mierzei i stożków napływowych odcinających misy jezior przybrzeżnych. Region dzieli się na następujące mikroregiony: Kępę Swarzewską, Dolinę Płutnicy, Kępę Pucką, Pradolinę Kaszubską, Kępę Oksywską, Obniżenie Redłowskie, Kępę Redłowską, Taras Sopocko-Wrzeszczański. Na różnice w geomorfologii terenu ma wpływ wiele czynników morfotycznych. Zmiany położenia oraz topnienie lądolodu podczas ostatniego glacjału (zlodowacenia bałtyckiego) stworzyły kępy oraz pradoliny, których szerokość wynosi od 1,5 km do aż 6. Zbudowane z gliny kępy poprzecinane są również wąwozami. Teren został częściowo podmyty przez abrazyjną działalność Morza Bałtyckiego, przez co stworzyły się liczne falezy, których wysokość dochodzi do 30-50 metrów. Dodatkowym czynnikiem, mającym jednak już mniejsze znaczenie jest działalność rzek pobrzeża, które czasem zakolami wpadają do morza. Rzeki te jednak w przeciwieństwie do rzek wpadających na Żuławach nie tworzą delt. Rzeźba południowej części mezoregionu, z powodu silnego zurbanizowania oraz uprzemysłowienia, szczególnie budowy portów i stoczni, jest bardzo nieczytelna. W szczególności zmieniony jest przylegający do morza fragment Pradoliny Kaszubskiej, który przekształcono na baseny portowe Portu Gdynia. Występujące tu rzeki są silnie zmienione przez człowieka ze względu na ochronę przeciwpowodziową, co ma duże znaczenie ze względu na cofkę podczas sztormów

## Sieć wodna

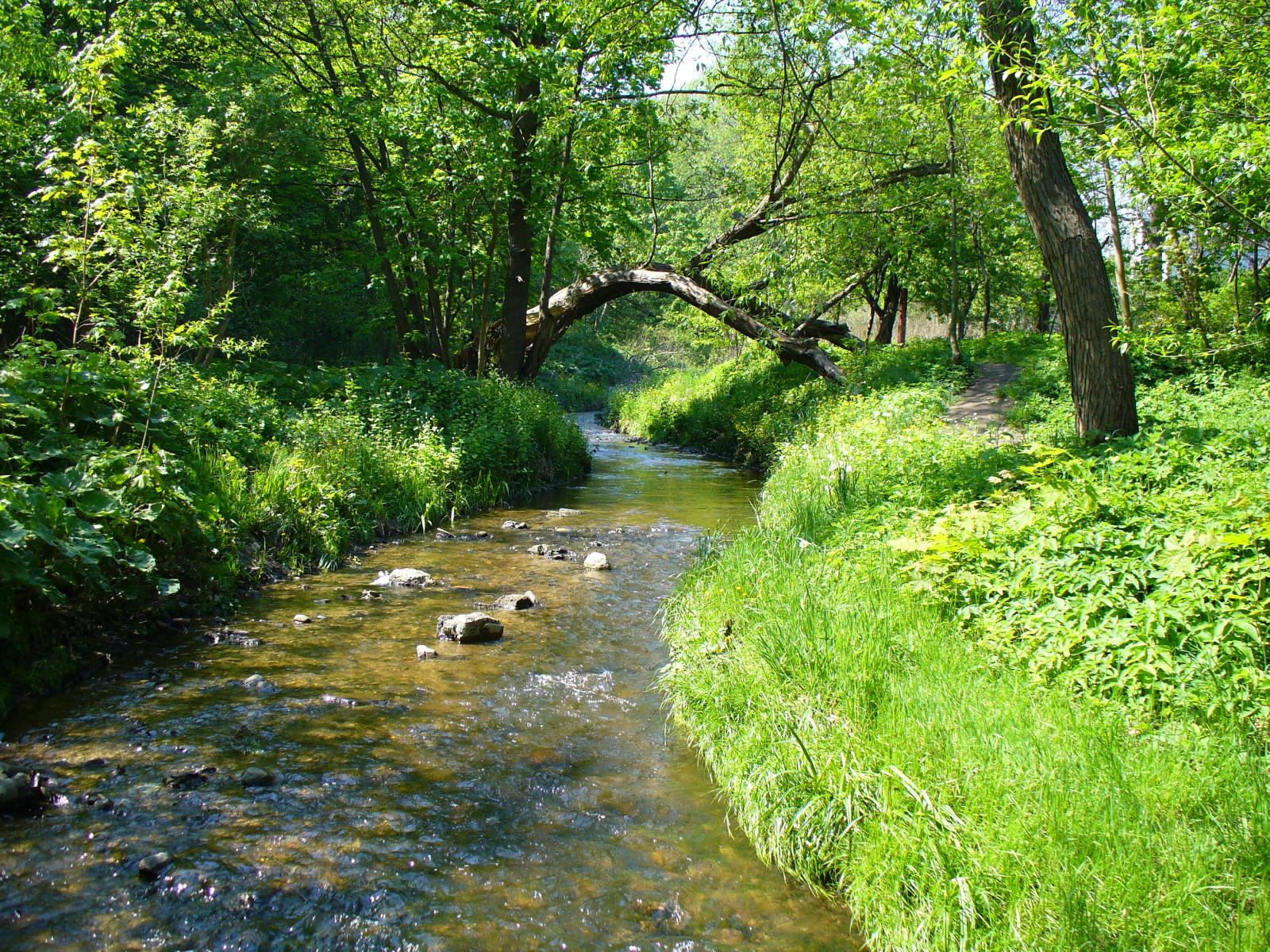
Rzeka Kacza

Sieć wodną tworzą rzeki wpływające do Zatoki Puckiej. Są one niewielkie, wypływają przeważnie z Wysoczyzny Żarnowieckiej oraz Pojezierza Kaszubskiego. Największą z tych rzek jest rzeka Reda wypływająca z Pradoliny Łeby i Redy. W przeciwieństwie do sąsiednich mezoregionów w tym do bardzo podobnego pod innymi względami fizycznymi, Pobrzeża Słowińskiego, na Pobrzeżu Kaszubskim nie ma jezior. Na terenie Trójmiasta rzeki są wyregulowane, jednakże podczas cofki dochodzi do lokalnych podtopień.

## Klimat

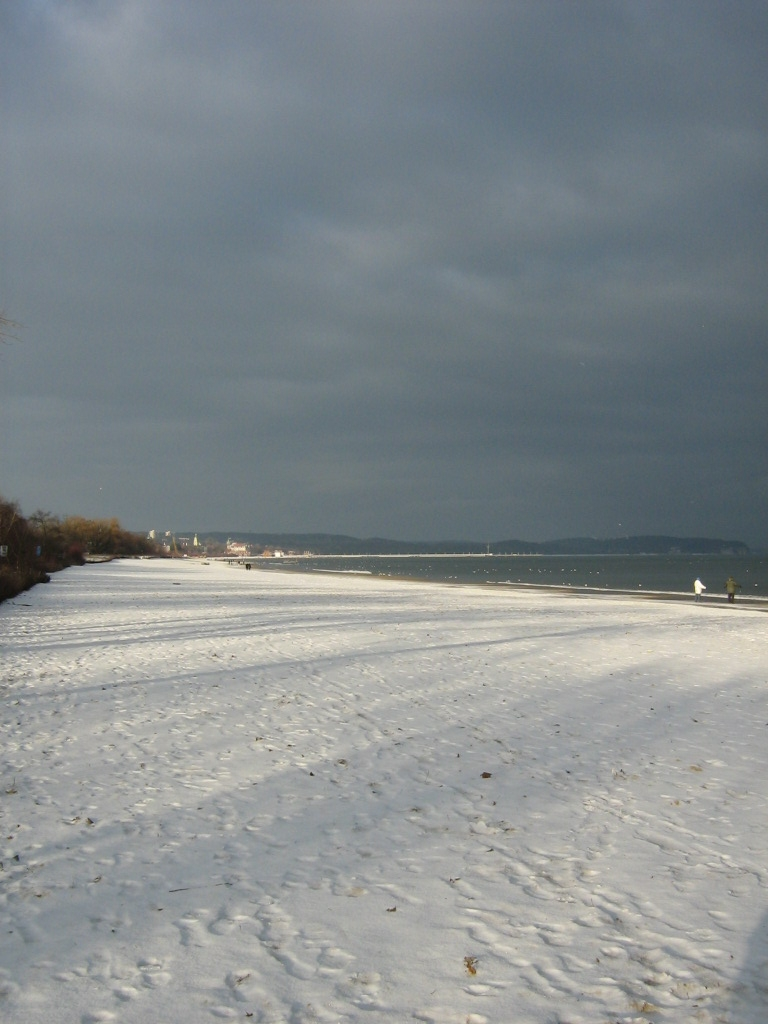
Zima na plaży na pograniczu gdańsko-sopockim

Warunki klimatyczne w mezoregionie są wyraźnie inne od tych w głębi kraju, ale podobne do tych w innych nadmorskich mezoregionach. Średnia temperatura roczna jest nieco wyższa niż na pojezierzach, ale nieco niższa niż w centrum Polski. Wiosna jest chłodniejsza niż w głębi kraju, lecz jesień wyraźnie cieplejsza. Średnia roczna oraz średnia dobowa amplituda temperatur są mniejsze niż w głębi kraju, ze względu na większe ciepło właściwe wody w morzu. Wpływ Bałtyku jest również widoczny w długości pór roku – na wybrzeżu zimy są znacznie krótsze, a jesień dłuższa. Dodatkowo prawie nie występuje przedwiośnie. Klimat jest mimo to nieco bardziej kontynentalny niż na Wybrzeżu Słowińskim. W południowej części mezoregionu na klimat wpływ ma również oddziaływanie aglomeracji trójmiejskiej. Na wybrzeżu siła wiatru jest wyższa niż w głębi lądu. Występuje tu zjawisko bryzy morskiej wiejącej w dzień od morza, a w nocy do morza. Północna część pobrzeża jest jednak osłonięta mierzeją z tego powodu wiatry wiejące od wschodu i od północnego wschodu są słabsze niż na mierzei.
W okresie jesiennym i zimowym dochodzi znacznie częściej (ok. 70% zanotowań) do sztormów szczególnie odczuwanych w części południowej. Wiatry te wywołują ogromne szkody w roślinności, szczególnie na wydmach. Ze względu na bliskość morza oraz wysoczyzn o stromych zboczach na Wybrzeżu zatoki Puckiej suma opadów jest wyższa niż w sąsiednich mezoregionach.
W pasie nadmorskim usłonecznienie jest większe. Zachmurzenie zaobserwowane na heliografach w stacjach na wybrzeżu w miesiącach letnich należy do najwyższych w Europie (poza wybrzeżami Mórz Śródziemnego i Czarnego).

## Przyroda

### Szata roślinna

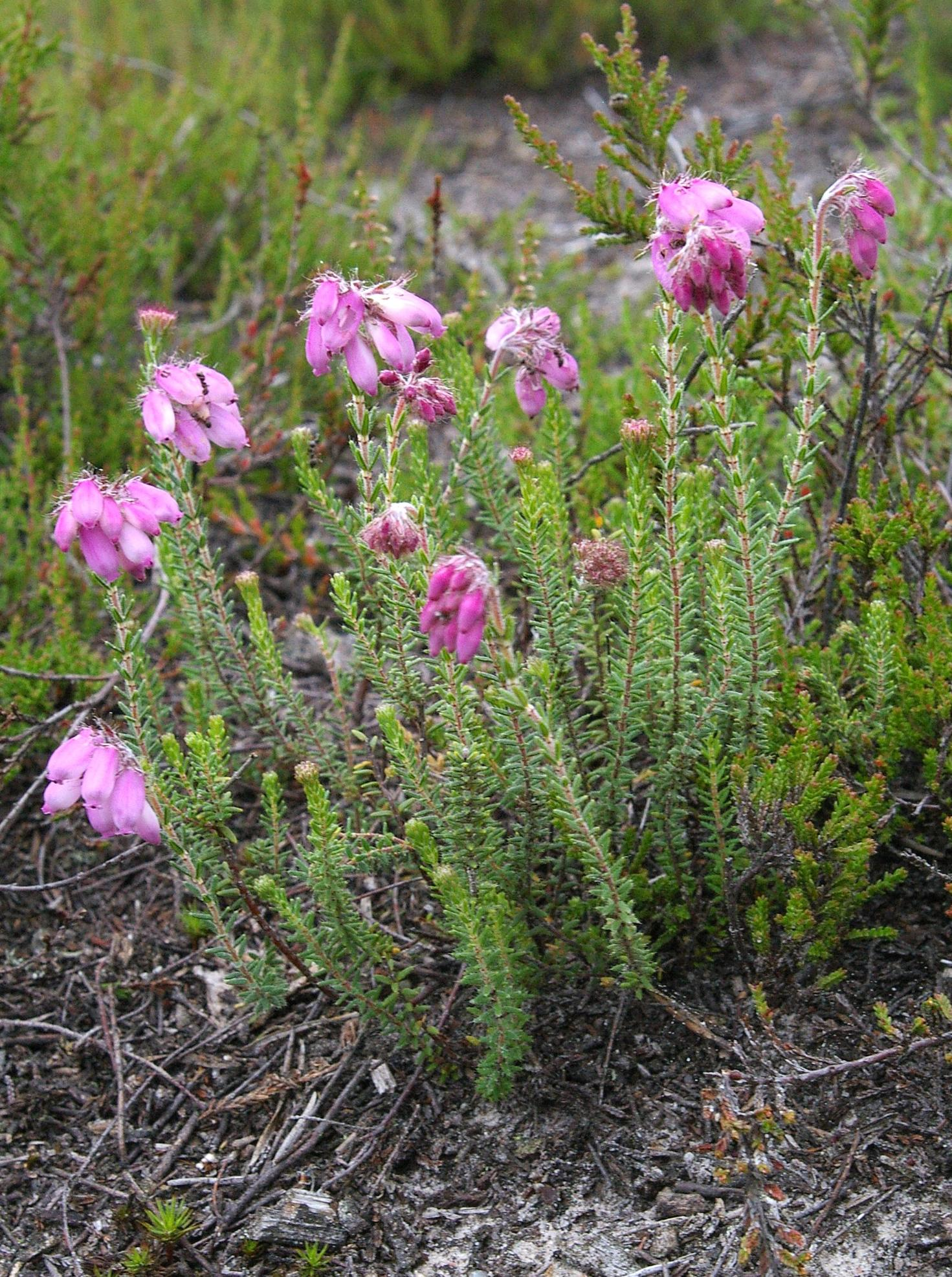
Wrzosiec bagienny

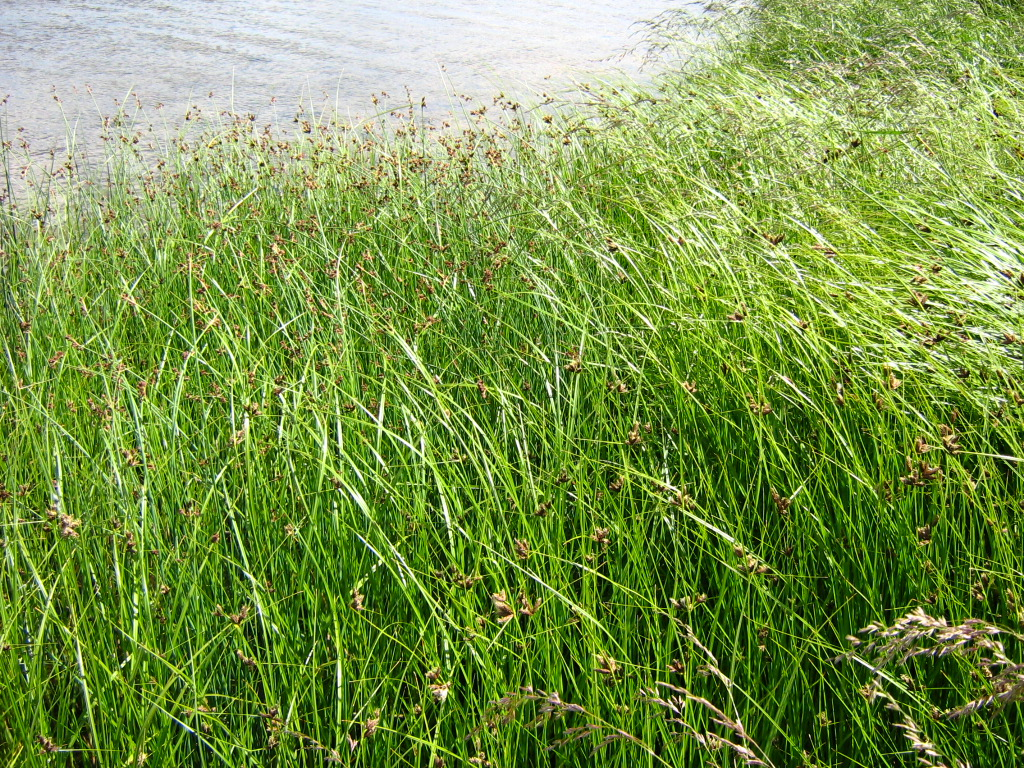
Halofilny szuwar z sitowcem nadmorskim w rezerwacie Słone Łąki

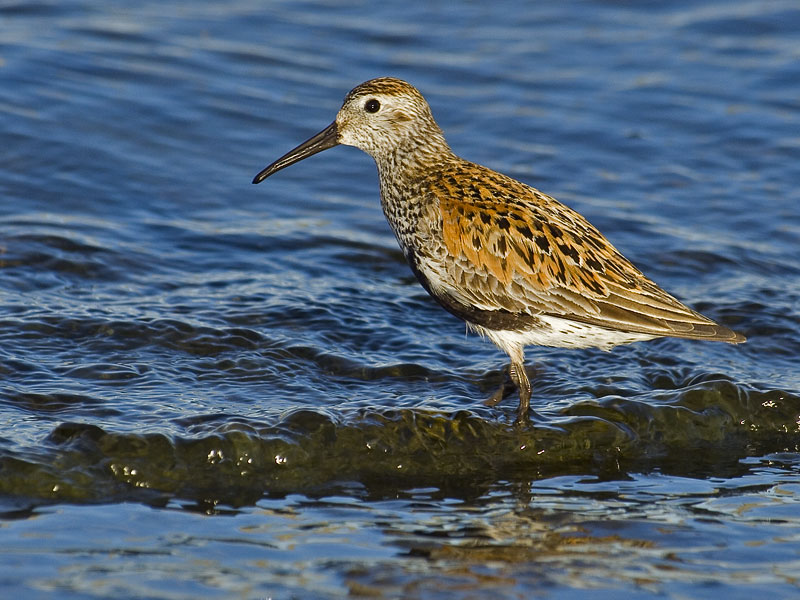
Biegus zmienny

W klasyfikacji geobotanicznej Pobrzeże Kaszubskie wchodzi w skład krain Brzeg Bałtyku (wąski pas plaży) i Pobrzeże Bałtyckie. W strefie przybrzeżnej występują liczne rośliny i zwierzęta rzadko spotykane w innych regionach Polski. Występują tu również gatunki reliktowe zarówno o zasięgu borealnym np. wierzba lapońska, jak i atlantyckim, np. wrzosiec bagienny, żarnowiec miotlasty. Gatunki te podlegają ochronie prawnej. Cechą charakterystyczną roślinności Pobrzeża Kaszubskiego, odróżniającą je od głębiej na lądzie położonych mezoregionów Kaszub, jest istnienie ekotonowej strefy przejścia między morzem a lądem. Na plażach można znaleźć rośliny morskie wyrzucane przez morze szczególnie podczas sztormów tworzące kidzinę. Na bagnistym wybrzeżu występują nadmorskie łąki budowane przez słonorośla. Na północno-zachodnim wybrzeżu Zatoki Puckiej znajdują się słonolubne szuwary Scirpetum maritimi, które poza tym w Polsce występują częściej tylko na wybrzeżu Bałtyku i na Kujawach. Kępy, poza miejscami zurbanizowanymi porastają głównie lasy iglaste (w tym bory bażynowe) lub rzadziej mieszane. Dominującym gatunkiem drzew jest sosna zwyczajna. Oprócz niej występują w miarę licznie buk, dąb, brzoza, grab oraz niewystępujący na stanowiskach naturalnych nigdzie w Polsce poza pasem wybrzeża jarząb szwedzki.

### Fauna
Fauna pobrzeża jest typowa dla regionów nadmorskich. Na Pobrzeżu Kaszubskim można natknąć się na ptactwo wodne i brodzące np. mewy, kormorany, łabędzie, czaple. Wśród nich znajdują się wyjątkowo rzadkie w Polsce ostrygojad i biegus zmienny. Ten ostatni w Polsce lęgnie się wyłącznie na łąkach Pobrzeża Kaszubskiego.

### Ochrona przyrody
Na Pobrzeżu Kaszubskim znajduje się część Nadmorskiego Parku Krajobrazowego (który poza tym obejmuje teren Zatoki Puckiej, mierzei Helskiej i obszary na zachód od Pobrzeża Kaszubskiego) i Trójmiejskiego Parku Krajobrazowego. Ich zakres częściowo pokrywa się z Leśnym Kompleksem Promocyjnym Lasy Oliwsko-Darżlubskie tworzonym przez Nadleśnictwo Wejherowo i Nadleśnictwo Gdańsk. Poza tym przyroda chroniona jest w rezerwatach:
- Rezerwat przyrody Kępa Redłowska, znajdujący się w granicach Gdyni[23].
- Rezerwat przyrody Darżlubskie Buki[23]
- Rezerwat przyrody Przylądek Rozewski na Rozewiu[24]
- Rezerwat przyrody Słone Łąki[21]
- Rezerwat przyrody Beka[21].
- Rezerwat przyrody Dolina Chłapowska[21]
- Rezerwat przyrody Bielawa[21] (w większości położony na Pobrzeżu Słowińskim[8])
- Rezerwat przyrody Mechelińskie Łąki[21]
- Rezerwat przyrody Źródliska w Dolinie Ewy[25]
- Rezerwat przyrody Zajęcze Wzgórze[25]
- Rezerwat przyrody Kacze Łęgi[25]
- Rezerwat przyrody Lasy w Dolinie Strzyży[25].

Poza tym istnieją opracowane przez parki krajobrazowe projekty kolejnych rezerwatów, m.in. Rezerwat przyrody Dolina Zagórskiej Strugi.
Nadmorska roślinność występująca na Pobrzeżu Kaszubskim chroniona jest również na mocy dyrektyw ustanawiających sieć Natura 2000. Wśród siedlisk przyrodniczych zasługujących na ochronę są siedliska nr 1130 (ujścia rzek (estuaria)), 1210 (kidzina na brzegu morskim), 1230 (klify), 1330 (solniska nadmorskie Glauco-Puccinietalia), 1340-3 (halofilny szuwar z sitowcem nadmorskim), 2110, 2120, 2130, 2160, 2170, 2180 (różnego typu wydmy od nagich po zalesione). Poza tym, na kępach występują kwaśne buczyny (siedlisko 9110-1). Samo Pobrzeże Kaszubskie graniczy z kilkoma obszarami sieci Natura 2000, których fragmenty zahaczają o jego teren, np. Obszar Specjalnej Ochrony Ptaków "Zatoka Pucka". Wśród obszarów zaproponowanych do włączenia do sieci jest też obszar "Kaszubskie klify".

## Kultura ludowa
Teren Pobrzeża Kaszubskiego jest zamieszkiwany w dużej mierze przez Kaszubów. Obszar ten silnie kultywuje tradycje kaszubskie.

### Morska Pielgrzymka Rybacka

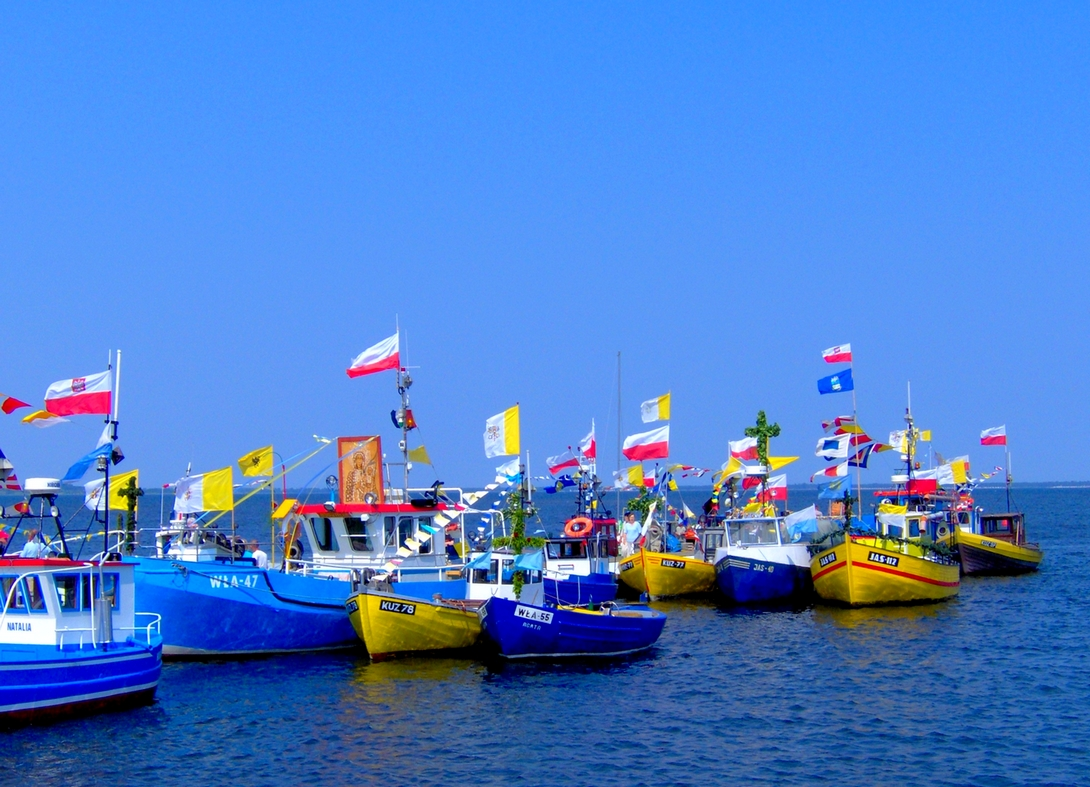
Kutry podczas pielgrzymki morskiej

Co roku 29 czerwca z okazji uroczystości patrona rybaków świętego Piotra, odbywa się morska pielgrzymka kutrami z Mierzei Helskiej do puckiej fary. Podczas pielgrzymki wszystkie kutry są odświętnie przystrojone. Na kutrach oprócz załóg zabierani są członkowie rodzin rybaków. Pielgrzymka oprócz ludzi morza przyciąga wielu turystów.

### Literatura
Na Pobrzeżu Kaszubskim nie działało wielu kaszubskich pisarzy, jednakże w tym regionie toczy się akcja wielu utworów kaszubskich.
Wśród pisarzy kaszubskich wymienionych w tomie 4 książki Pomorze Gdańskie z tym mezoregionem związani są tylko Józef Klebba oraz Jan Trepczyk pozostali tworzyli na terenie pozostałej części Kaszub szczególnie w Kartuzach, okolicy Kościerzyny oraz Wejherowa. Z Chłapowa pochodził Augustyn Necel zwany "kaszubskim Sienkiewiczem". Jeśli chodzi o utwory, których miejscem akcji było Pobrzeże Gdańskie to najbardziej znanym jest kaszubska epopeja O Panu Czôrlińscim co do Pucka po secë jachôł autorstwa pochodzącego z Wiela Hieronima Derdowskiego. Z Pobrzeżem Kaszubskim jako miejscem wypoczynkowym związani byli niektórzy literaci pochodzący z innych części Polski i Niemiec. W Gdyni-Orłowie znajduje się dom, w którym bywał m.in. Stefan Żeromski, zwany stąd Domkiem Żeromskiego. Z Sopotem zaś związana była Agnieszka Osiecka.

## Zarys historii regionu
Pierwsze ślady działalności człowieka na tym terenie są związane z kulturą rzucewską.
Następnie obszar ten był związany z Kaszubami i Gdańskiem przez co zmieniał przynależność państwową (z małymi wyjątkami tak jak Gdańsk oraz pozostała część Kaszub).
Po 1918 roku teren Pobrzeża został włączony do odradzającej się Polski. Obszar ten wraz z Pobrzeżem Słowińskim oraz bezużyteczną gospodarczo piaszczystą Mierzeją Helską stanowił krótki pas polskiego wybrzeża, pozbawionego jakiegokolwiek portu morskiego (Port w Gdańsku znajdował się w Wolnym Mieście Gdańsk). W tym celu w latach 20. wybudowano port na granicy dwóch wsi Oksywia i Gdyni. Mimo że Oksywie było wówczas większą miejscowością to powstałe przy porcie i stoczni miasto zostało nazwane Gdynia. W latach 1921–23 ze względu na rosnące znaczenie turystyczne Helu przedłużono linię kolejową z Pucka. Po II Wojnie Światowej i włączeniu Gdańska w granicę Polski mezoregion jest w granicach Polski.

## Ludność, gospodarka, komunikacja

### Ludność i urbanizacja
Południowa część Pobrzeża Kaszubskiego jest silnie zurbanizowana i uprzemysłowiona. Na północy stopień urbanizacji jest mniejszy, są tam dwa miasta powyżej 10 tysięcy ludności: Puck i Władysławowo. 

### Gospodarka mezoregionu

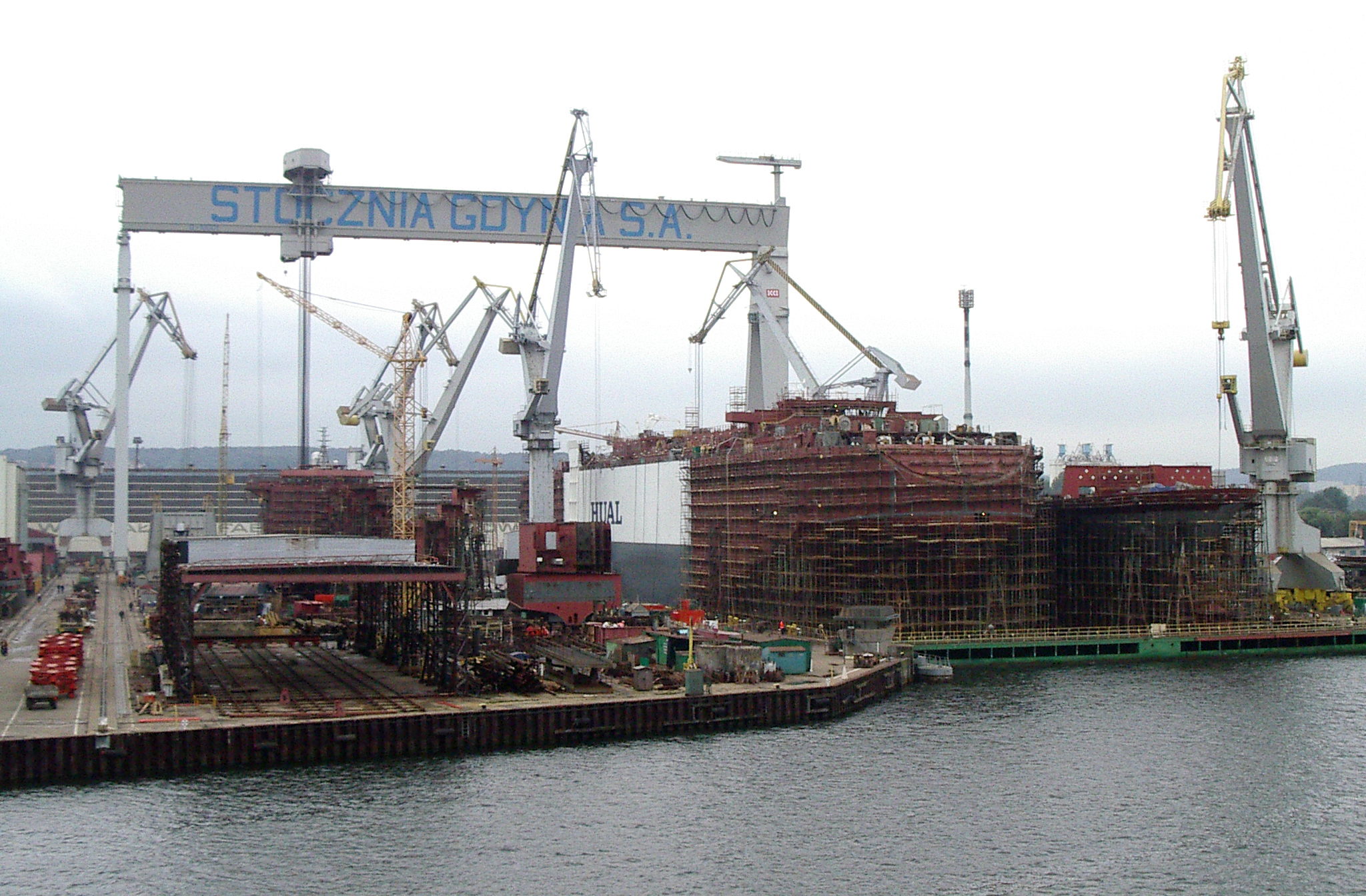
Stocznia w Gdyni

Gospodarka regionu opiera się na morzu. W południowej części znajduje się duży port morski w Gdyni. W mezoregionie działają również stocznie zlokalizowane w Gdańsku oraz stocznia Marynarki wojennej w Gdyni. W północnej części działają małe porty rybackie.

### Transport i komunikacja

#### Transport lotniczy
Obecnie na terenie mezoregionu nie ma czynnych lotnisk pasażerskich. Najbliższe czynne lotnisko znajduje się w Gdańsku-Rębiechowie. Przed przeniesieniem portu lotniczego na Rębiechowo w Gdańsku działał port lotniczy na Zaspie. Na obszarze mezoregionu projektowany jest Port lotniczy Gdynia-Kosakowo.

#### Transport morski

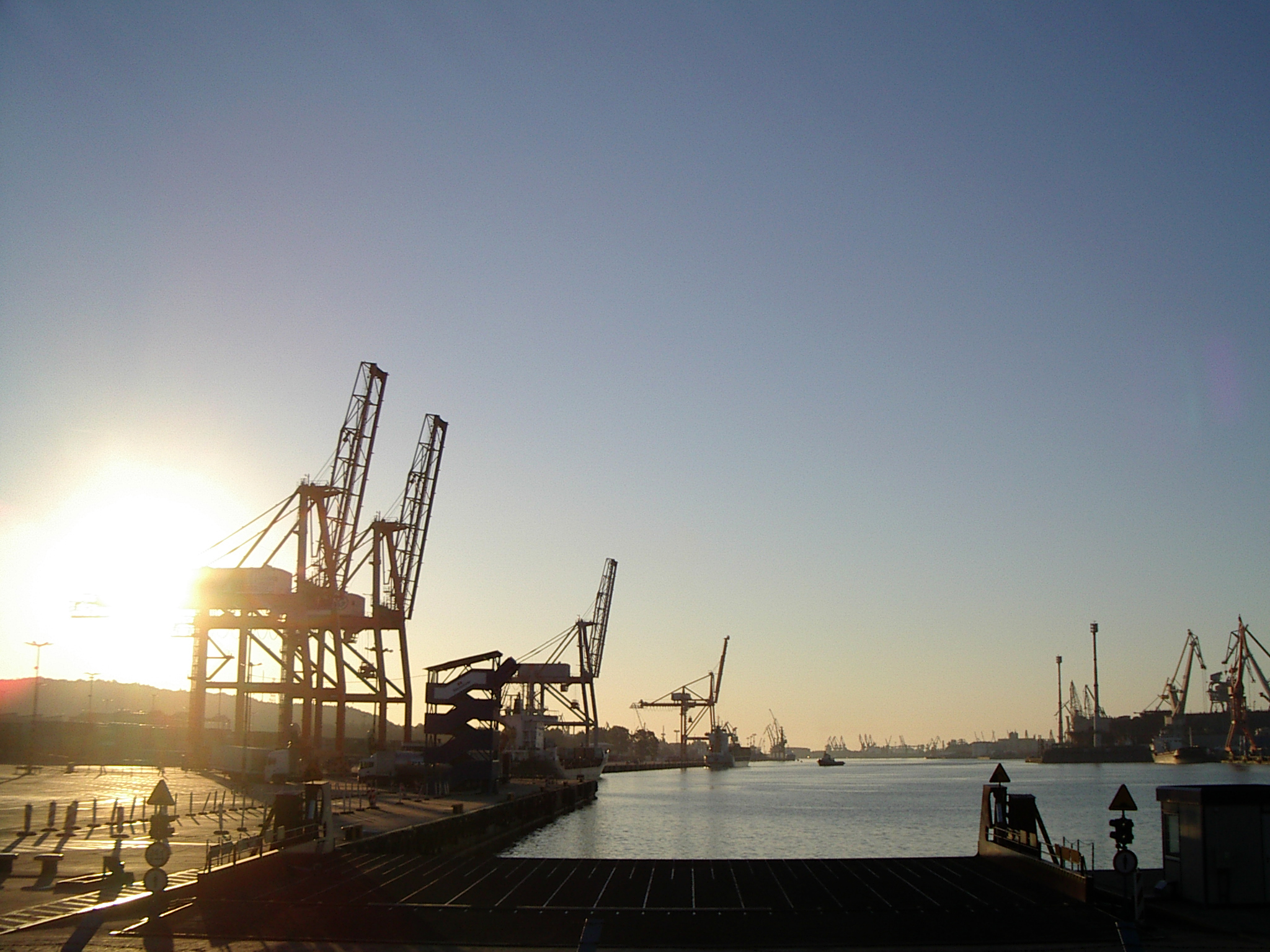
Terminal kontenerowy w Gdyni

W południowej części mezoregionu znajdują się dwa duże porty morskie w Gdyni i Gdańsku. Port w Gdańsku leży na pograniczy Pobrzeża Kaszubskiego i Mierzei Wiślanej.

#### Transport kolejowy

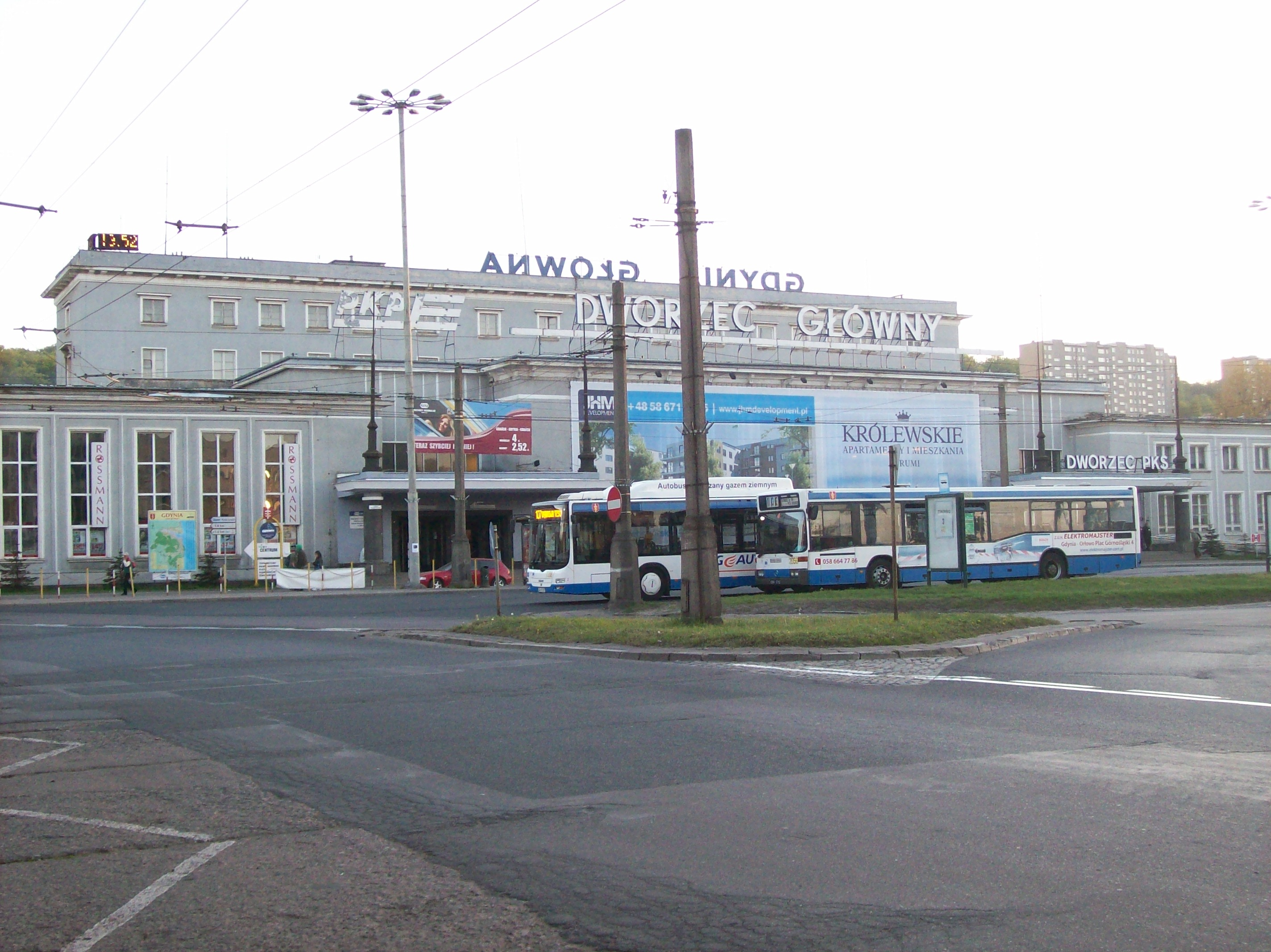
Gdynia Główna, największa stacja kolejowa w mezoregionie

Pod względem transportu kolejowego mezoregion można podzielić na dwie części południową obejmującą Trójmiasto oraz północną obejmującą resztę.
W południowej części znajduje się jedna z największych stacji kolejowych w Polsce oraz magistralna linia kolejowa nr 9 łącząca Warszawę z Gdańskiem oraz jej przedłużenie linię kolejową nr 201 Gdańsk Główny - Stargard. Równolegle do niej przebiega linia podmiejska obsługiwana przez SKM w Trójmieście. Do stacji Gdynia Główna dociera poza tym linia kolejowa nr 201, prowadząca przez Kościerzynę do Bydgoszczy która jednak bardzo szybko opuszcza teren Pobrzeża Kaszubskiego. Pozostałe linie kolejowe są używane w ruchu towarowym bądź są zlikwidowane.
Poza południową częścią (Trójmiastem) przez mezoregion przebiega jedna czynna linia kolejowa Reda - Hel oraz jedna rozebrana linia kolejowa Swarzewo - Krokowa.
Linia jest Reda - Hel jest jednotorowa niezelektryfikowana odbywa się na niej ruch lokalny oraz w sezonie letnim dodatkowo ruch dalekobieżny, związany głównie z obsługą turystyczną Mierzei Helskiej.

#### Transport drogowy
Poza Trójmiastem w mezoregionie znajduje się pięć dróg wojewódzkich: Droga wojewódzka nr 100 (Rumia - Pierwoszyno), Droga wojewódzka nr 101 (Pierwoszyno - Kosakowo), Droga wojewódzka nr 213 (Celbowo - Słupsk), Droga wojewódzka nr 215 (Władysławowo - Sulicice), Droga wojewódzka nr 216 (Reda - Hel).